# Бакуринські
Бакуринські (пол. Bakurynski, рос. Бакуринские) — український шляхетський, козацько-старшинський, а пізніше також дворянський рід. 

## Походження
Засновником роду був шляхтич Микола Бакуринський (р. н. невід. — пом. перед 1656), який брав участь у поході 1607 польського короля Сигізмунда III Вази на Смоленськ, а під час повстання Богдана Хмельницького перейшов на сторону останнього та загинув під час військової кампанії. 
Представники роду служили значковими товаришами та військовими товаришами у Чернігівському полку. Один з онуків починальника роду — Яків Юрійович (р. н. невід. — пом. після 1749) — посідав уряд Роїського сотництва (1716-38). Цю посаду обіймав 1738-60 і його син — Леонтій Якович (р. н. невід. — пом. перед 1781). Син Леонтія — Яків Леонтійович (бл. 1740–1801) — був таємним радником (1797), малоросійським цивільним (1797) та чернігівським губернатором (1797). 
Рід Бакуринських внесено до 6-ї частини Родовідної книги Чернігівської губернії.

## Опис герба
Щит розділений на чотири частини, з яких в першій в срібному полі зображений червоний хрест. У другій в блакитному полі дворянська золота корона. У третій в червоному полі срібна підкова, шипами вниз звернена. У четвертій частині, в золотому полі червоне серце з полум'ям, пронизаний хрестоподібно шаблею і стрілою.
Щит увінчаний дворянськими шоломом і короною. Нашоломник: три страусових пера. Намет на щиті золотий і червоний, підкладений блакитним і сріблом. Герб роду Бакуринських внесений до Частини 9 Загального гербовника дворянських родів Всеросійської імперії, стор. 26.